# قهرمانی جودو جهان ۲۰۱۸
قهرمانی جودو جهان ۲۰۱۸ سی و ششمین دوره از رقابت‌های قهرمانی جهان می‌باشد که از ۲۰ تا ۲۷ سپتامبر ۲۰۱۸ در باکو، جمهوری آذربایجان برگزار گردید.

## برنامه زمانی
تمام زمان‌ها براساس وقت محلی (آذربایجان) می‌باشد.
| تاریخ      | زمان شروع | رویداد        |
| ---------- | --------- | ------------- |
| ۲۰ سپتامبر | ۱۰:۰۰     | مردان ۶۰– ک‌گ  |
| ۲۰ سپتامبر | ۱۰:۰۰     | زنان ۴۸– ک‌گ   |
| ۲۱ سپتامبر | ۱۰:۰۰     | مردان ۶۶– ک‌گ  |
| ۲۱ سپتامبر | ۱۰:۰۰     | زنان ۵۲– ک‌گ   |
| ۲۲ سپتامبر | ۱۰:۰۰     | مردان ۷۳– ک‌گ  |
| ۲۲ سپتامبر | ۱۰:۰۰     | زنان ۵۷– ک‌گ   |
| ۲۳ سپتامبر | ۱۰:۰۰     | مردان ۸۱– ک‌گ  |
| ۲۳ سپتامبر | ۱۰:۰۰     | زنان ۶۳– ک‌گ   |
| ۲۴ سپتامبر | ۱۰:۰۰     | مردان ۹۰– ک‌گ  |
| ۲۴ سپتامبر | ۱۰:۰۰     | زنان ۷۰– ک‌گ   |
| ۲۵ سپتامبر | ۱۰:۰۰     | مردان ۱۰۰– ک‌گ |
| ۲۵ سپتامبر | ۱۰:۰۰     | زنان ۷۸– ک‌گ   |
| ۲۶ سپتامبر | ۱۰:۰۰     | مردان ۱۰۰+ ک‌گ |
| ۲۶ سپتامبر | ۱۰:۰۰     | زنان ۷۸+ ک‌گ   |
| ۲۷ سپتامبر | ۱۰:۰۰     | تیمی مزدوج    |

## خلاصه مدال‌ها

### مردان
| رویداد                 | طلا                               | نقره                          | برنز                                    |
| خیلی-سبک‌وزن (۶۰ ک‌گ)    | نائوهیسا تاکاتو · ژاپن            | Robert Mshvidobadze · روسیه   | Ryuju Nagayama · ژاپن                   |
| خیلی-سبک‌وزن (۶۰ ک‌گ)    | نائوهیسا تاکاتو · ژاپن            | Robert Mshvidobadze · روسیه   | Amiran Papinashvili · گرجستان           |
| نیمه-سبک‌وزن (۶۶ ک‌گ)    | Hifumi Abe · ژاپن                 | Yerlan Serikzhanov · قزاقستان | آن باول · کرهٔ جنوبی                     |
| نیمه-سبک‌وزن (۶۶ ک‌گ)    | Hifumi Abe · ژاپن                 | Yerlan Serikzhanov · قزاقستان | Georgii Zantaraia · اوکراین             |
| سبک‌وزن (۷۳ ک‌گ)         | An Chang-rim · کرهٔ جنوبی          | Soichi Hashimoto · ژاپن       | محمد محمدی بریمانلو · ایران             |
| سبک‌وزن (۷۳ ک‌گ)         | An Chang-rim · کرهٔ جنوبی          | Soichi Hashimoto · ژاپن       | Hidayat Heydarov · آذربایجان            |
| نیمه-میان‌وزن (۸۱ ک‌گ)   | سعید ملایی · ایران                | Sotaro Fujiwara · ژاپن        | Alexander Wieczerzak · آلمان            |
| نیمه-میان‌وزن (۸۱ ک‌گ)   | سعید ملایی · ایران                | Sotaro Fujiwara · ژاپن        | Vedat Albayrak · ترکیه                  |
| میان‌وزن (۹۰ ک‌گ)        | Nikoloz Sherazadishvili · اسپانیا | Iván Felipe Silva · کوبا      | Kenta Nagasawa · ژاپن                   |
| میان‌وزن (۹۰ ک‌گ)        | Nikoloz Sherazadishvili · اسپانیا | Iván Felipe Silva · کوبا      | Axel Clerget · فرانسه                   |
| نیمه-سنگین‌وزن (۱۰۰ ک‌گ) | Cho Gu-ham · کرهٔ جنوبی            | وارلام لیپارتلیانی · گرجستان  | Niyaz Ilyasov · روسیه                   |
| نیمه-سنگین‌وزن (۱۰۰ ک‌گ) | Cho Gu-ham · کرهٔ جنوبی            | وارلام لیپارتلیانی · گرجستان  | Lkhagvasürengiin Otgonbaatar · مغولستان |
| سنگین‌وزن (۱۰۰+ ک‌گ)     | Guram Tushishvili · گرجستان       | Ushangi Kokauri · آذربایجان   | هیسایوشی هاراساوا · ژاپن                |
| سنگین‌وزن (۱۰۰+ ک‌گ)     | Guram Tushishvili · گرجستان       | Ushangi Kokauri · آذربایجان   | Ölziibayaryn Düürenbayar · مغولستان     |

### زنان
| رویداد                | طلا                     | نقره                                 | برنز                               |
| خیلی-سبک‌وزن (۴۸ ک‌گ)   | Daria Bilodid · اوکراین | Funa Tonaki · ژاپن                   | پائولا پارتو · آرژانتین            |
| خیلی-سبک‌وزن (۴۸ ک‌گ)   | Daria Bilodid · اوکراین | Funa Tonaki · ژاپن                   | گالبادراخین اوتگونتستسگ · قزاقستان |
| نیمه-سبک‌وزن (۵۲ ک‌گ)   | Uta Abe · ژاپن          | Ai Shishime · ژاپن                   | Érika Miranda · برزیل              |
| نیمه-سبک‌وزن (۵۲ ک‌گ)   | Uta Abe · ژاپن          | Ai Shishime · ژاپن                   | Amandine Buchard · فرانسه          |
| سبک‌وزن (۵۷ ک‌گ)        | Tsukasa Yoshida · ژاپن  | Nekoda Smythe-Davis · بریتانیای کبیر | Christa Deguchi · کانادا           |
| سبک‌وزن (۵۷ ک‌گ)        | Tsukasa Yoshida · ژاپن  | Nekoda Smythe-Davis · بریتانیای کبیر | دورجسورنگین سومیا · مغولستان       |
| نیمه-میان‌وزن (۶۳ ک‌گ)  | کلاریس اگبگننو · فرانسه | Miku Tashiro · ژاپن                  | تینا ترستنجک · اسلوونی             |
| نیمه-میان‌وزن (۶۳ ک‌گ)  | کلاریس اگبگننو · فرانسه | Miku Tashiro · ژاپن                  | Juul Franssen · هلند               |
| میان‌وزن (۷۰ ک‌گ)       | Chizuru Arai · ژاپن     | Marie-Ève Gahié · فرانسه             | Yoko Ono · ژاپن                    |
| میان‌وزن (۷۰ ک‌گ)       | Chizuru Arai · ژاپن     | Marie-Ève Gahié · فرانسه             | یوری الوار · کلمبیا                |
| نیمه-سنگین‌وزن (۷۸ ک‌گ) | Shori Hamada · ژاپن     | Guusje Steenhuis · هلند              | Marhinde Verkerk · هلند            |
| نیمه-سنگین‌وزن (۷۸ ک‌گ) | Shori Hamada · ژاپن     | Guusje Steenhuis · هلند              | Aleksandra Babintseva · روسیه      |
| سنگین‌وزن (۷۸+ ک‌گ)     | Sarah Asahina · ژاپن    | ایدالیس اورتیز · کوبا                | Larisa Cerić · بوسنی و هرزگوین     |
| سنگین‌وزن (۷۸+ ک‌گ)     | Sarah Asahina · ژاپن    | ایدالیس اورتیز · کوبا                | Kayra Sayit · ترکیه                |

### مزدوج
| رویداد     | طلا | نقره | برنز |
| تیمی مزدوج | ژاپن · Chizuru Arai · Sarah Asahina · هیسایوشی هاراساوا · Soichi Hashimoto · Shoichiro Mukai · Kenta Nagasawa · Yusei Ogawa · Yoko Ono · Akira Sone · Momo Tamaoki · Tsukasa Yoshida · Arata Tatsukawa | فرانسه · کلاریس اگبگننو · Benjamin Axus · Guillaume Chaine · Axel Clerget · Aurelien Diesse · Marie-Ève Gahié · پریسیلا نیتو · Alexandre Iddir · Anne Fatoumata M'Bairo · سیریل ماره · Hélène Receveaux · اودره چومئو | روسیه · Kamila Badurova · Ksenia Chibisova · Anzhela Gasparian · Natalia Golomidova · Denis Yartsev · Mikhail Igolnikov · Khusen Khalmurzaev · Anastasiia Konkina · Musa Mogushkov · Alena Prokopenko · Inal Tasoev · Kazbek Zankishiev                                           |
| تیمی مزدوج | ژاپن · Chizuru Arai · Sarah Asahina · هیسایوشی هاراساوا · Soichi Hashimoto · Shoichiro Mukai · Kenta Nagasawa · Yusei Ogawa · Yoko Ono · Akira Sone · Momo Tamaoki · Tsukasa Yoshida · Arata Tatsukawa | فرانسه · کلاریس اگبگننو · Benjamin Axus · Guillaume Chaine · Axel Clerget · Aurelien Diesse · Marie-Ève Gahié · پریسیلا نیتو · Alexandre Iddir · Anne Fatoumata M'Bairo · سیریل ماره · Hélène Receveaux · اودره چومئو | کره (کشور) · آن باول · An Chang-rim · Ahn Joon-sung · Cho Gu-ham · Choi In-hyuk · گواک دونگ-هان · Han Mi-jin · Jeong Hye-jin · Kim Chol-gwang · Kim Ji-jeong · Kim Ji-su · Kim Jin-a · Kim Min-jong · Kim Min-jeong · Kwon Sun-yong · Kwon You-jeong · Lee Seung-soo · Ri Hyo-sun |

## جدول مدال‌ها
*   کشور میزبان (آذربایجان)
| رتبه            | کشور                  | طلا | نقره | برنز | مجموع |
| --------------- | --------------------- | --- | ---- | ---- | ----- |
| ۱               | ژاپن (JPN)            | ۸   | ۵    | ۴    | ۱۷    |
| ۲               | کرهٔ جنوبی (KOR)       | ۲   | ۰    | ۱    | ۳     |
| ۳               | فرانسه (FRA)          | ۱   | ۲    | ۲    | ۵     |
| ۴               | گرجستان (GEO)         | ۱   | ۱    | ۱    | ۳     |
| ۵               | اوکراین (UKR)         | ۱   | ۰    | ۱    | ۲     |
| ۵               | ایران (IRN)           | ۱   | ۰    | ۱    | ۲     |
| ۷               | اسپانیا (ESP)         | ۱   | ۰    | ۰    | ۱     |
| ۸               | کوبا (CUB)            | ۰   | ۲    | ۰    | ۲     |
| ۹               | روسیه (RUS)           | ۰   | ۱    | ۳    | ۴     |
| ۱۰              | هلند (NED)            | ۰   | ۱    | ۲    | ۳     |
| ۱۱              | آذربایجان (AZE)*      | ۰   | ۱    | ۱    | ۲     |
| ۱۱              | قزاقستان (KAZ)        | ۰   | ۱    | ۱    | ۲     |
| ۱۳              | بریتانیای کبیر (GBR)  | ۰   | ۱    | ۰    | ۱     |
| ۱۴              | مغولستان (MGL)        | ۰   | ۰    | ۳    | ۳     |
| ۱۵              | ترکیه (TUR)           | ۰   | ۰    | ۲    | ۲     |
| ۱۶              | آرژانتین (ARG)        | ۰   | ۰    | ۱    | ۱     |
| ۱۶              | آلمان (GER)           | ۰   | ۰    | ۱    | ۱     |
| ۱۶              | اسلوونی (SLO)         | ۰   | ۰    | ۱    | ۱     |
| ۱۶              | برزیل (BRA)           | ۰   | ۰    | ۱    | ۱     |
| ۱۶              | بوسنی و هرزگوین (BIH) | ۰   | ۰    | ۱    | ۱     |
| ۱۶              | کانادا (CAN)          | ۰   | ۰    | ۱    | ۱     |
| ۱۶              | کره (کشور) (KOR)      | ۰   | ۰    | ۱    | ۱     |
| ۱۶              | کلمبیا (COL)          | ۰   | ۰    | ۱    | ۱     |
| مجموع (۲۳ کشور) | مجموع (۲۳ کشور)       | ۱۵  | ۱۵   | ۳۰   | ۶۰    |